# Не апельсинами едиными… (фильм)
«Не апельсинами едиными…» (также иногда переводится как «На свете есть не только апельсины» и «Апельсины — не единственные фрукты на свете») (англ. Oranges Are Not the Only Fruit) — английский полу-автобиографический драматический трёхсерийный фильм (мини-сериал) на лесбийскую тематику, впервые представленный зрителям на Лондонском кинофестивале в ноябре 1989 года. По телевидению впервые был показан на канале BBC Two в январе 1990 года. Снят по одноимённой повести (англ.) (1985) Джанет Уинтерсон, она же выступила автором сценария ленты.
Премьеру каждого эпизода посмотрели более 6 000 000 зрителей. DVD с фильмом вышел в 2005 году.

## Сюжет
1970-е. Джесс — девочка, приёмный ребёнок, растущая в семье евангельских христиан-пятидесятников в Ланкашире, которые хотят, чтобы она посвятила свою жизнь Богу. Но однажды, в 17-летнем возрасте, она начинает испытывать тягу к своему полу, в частности, к подруге Мелани. Когда её глубоко религиозные приёмные родители узнаю́т об этом, они всеми силами пытаются разрушить отношения девушек, не брезгуя при этом даже обрядом экзорцизма. Джесс и Мелани сбегают и начинают самостоятельную жизнь.

## В ролях
- Шарлотта Коулман — Джесс
- Кэтрин Брэдшоу — Мелани
- Джеральдин Макьюэн — приёмная мать Джесс
- Кеннет Крэнхем — пастор Финч
- Пэм Феррис — миссис Аркрайт
- Дэвид Тьюлис — врач

## Награды и номинации
В 1991 году фильм получил BAFTA в номинациях «Лучший драматический сериал», «Лучшая актриса» и «Лучшее озвучивание». Кроме того в 1990-91 гг. сериал номинировался ещё на 11 различных категорий разных наград и выиграл 5 из них.